# کیم مین-جائه (بازیکن بیسبال)
کیم مین-جائه (انگلیسی: Kim Min-jae؛ زادهٔ ۳ ژانویهٔ ۱۹۷۳) بازیکن بیس‌بال اهل کره جنوبی است.